# Georges Pitoeff (calciatore)
Georges Pitoeff (15 ottobre 1979) è un calciatore francese nato a Tahiti, attaccante del Vénus.

## Carriera

### Club
Ha sempre giocato nel campionato di casa.

### Nazionale
Ha collezionato 3 presenze con la maglia della propria Nazionale, partecipando alla Coppa d'Oceania 2004.